# Colin i Dennis Creevey
Colin i Dennis Creevey likovi su iz serije romana o Harryju Potteru. Colina smo imali priliku upoznati u Harryju Potteru i Odaji tajni, a Dennisa u Harryju Potteru i Plamenom Peharu.
Colin i Dennis bezjačkog su podrijetla: njihov je otac mljekar. Colin je opisan kao lik koji se lako uzbudi, bio je oduševljen spoznajom da je čarobnjak, ali je zadržao bezjačku naviku fotografiranja ljudi, predmeta i događaja. Tako je tijekom cijele svoje prve godine u Hogwartsu fotografirao ljude, često progoneći upravo Harryja, a snimljene je fotografije slao svojoj obitelji. Harryja je Colinova stalna pažnja počela pomalo iritirati. Colin je na istoj godini kao i Ginny Weasley i na Harryjevoj drugoj godini bio je žrtva baziliska puštenog iz Odaje tajni. Na sreću, spasio ga je njegov fotoaparat: u pokušaju da fotografira zvijer izbjegao je izlaganje baziliskovu smrtonosnu pogledu i pretrpio je samo paralizu, tj. izlječivu petrifikaciju.
Dennis je od Colina mlađi dvije godine i, kao i Colin, svrstan je među Gryffindore. Oba Creeveyja pridružila su se Harryjevom pokretu nastave Obrane od mračnih sila, ili takozvanoj Dumbledoreovoj Armiji('DA'), ali nijedan od njih dvojice nije sudjelovao u bitci u Odjelu tajni, koja se odvijala dok je Colin pohađao četvrtu, a Dennis drugu godinu u Hogwartsu.
Glumac Hugh Mitchell glumio je Colina Creeveyja u Harryju Potteru i Odaji tajni (2002.)
Jedna manja zanimljivost koja se tiče braće Creevey jest da u Harryju Potteru i Redu feniksa Dennis prisustvuje prvom sastanku Dumbledoreove Armije u Veprovoj glavi u Hogsmeadeu, iako učenicima druge godine nije dozvoljeno posjećivati Hogsmeade. Ako se pravila nisu promijenila od Harryjeve treće godine, ovo bi mogla biti manja greška autorice J. K. Rowling, iako je barem jednako toliko vjerojatno da su stariji učenici Dennisa nekako "prokrijumčarili" u Hogsmeade i da u tome nisu uhvaćeni.